# نوغان السفلي (كرتشمبو الشمالي)
نوغان السفلی (بالفارسية: نوغان سفلی) هي قرية تقع في إيران في قسم كرتشمبو الشمالي الريفي. يقدر عدد سكانها بـ 217 نسمة .